# Wang Fang
Wang Fang (王芳S, Wáng FāngP; Anshan, 14 gennaio 1967) è un'ex cestista cinese.

## Carriera
Con la Cina ha disputato i Giochi olimpici di Barcellona 1992 e due edizioni dei Campionati del mondo (1990, 1994).